# Räshid Hakimsan
Räshid Hakimsan (né le 5 avril 1934 à Tampere en Finlande - mort le 4 septembre 1997) est un joueur de hockey sur glace finlandais. Il a joué dans l'équipe Ilves et a remporté le championnat de Finlande à quatre reprises. Après sa carrière, il a agi comme arbitre. Hakimsan faisait partie de la communauté tatare finlandaise.

## Carrière

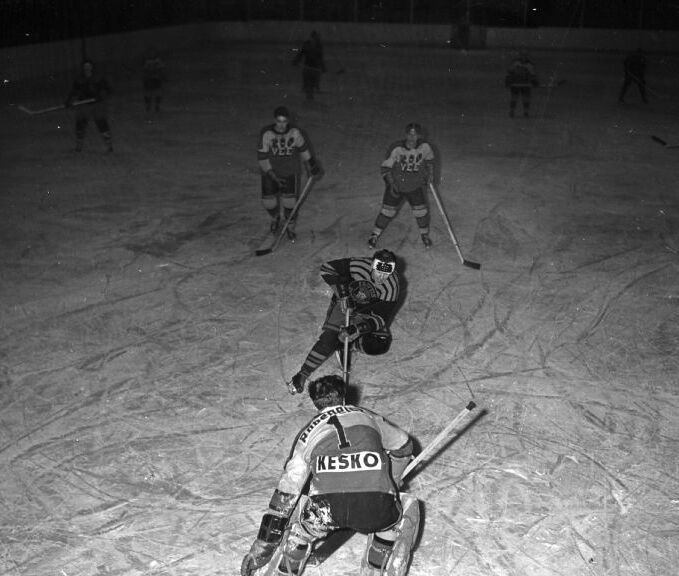
Hakimsan en 1960.

Hakimsan a disputé 88 matchs au total. Toute sa carrière, il a représenté Ilves, en tant qu'attaquant. Il a remporté le championnat de Finlande en 1952, 1957, 1958 et 1960. En tant qu'arbitre, Hakimsan a disputé 181 matches locaux et deux championnats du monde,,.
En tant que joueur de hockey, Hakimsan a représenté la Finlande lors de huit matchs de championnat du monde de la ligue junior. En 1952, jouant contre la Norvège, un journal local a décrit Hakimsan comme étant le plus brillant de l'équipe.
En 1960, lorsque Hakimsan a joué son dernier match, remportant l'or, lui, les joueurs de hockey finlandais Raimo Kilpiö et Jorma Salmi ont été appelés "le trio le plus dangereux de la ligue". D'autres joueurs qui ont joué en même temps avec Hakimsan étaient par exemple Aarne Honkavaara, Pentti Isotalo, Juhani Linkosuo, ainsi que deux compatriotes Tatars, Lotfi Nasib et Mönevver Saadetdin,.
Au cours de ses jeunes années, Hakimsan était également connu comme un talentueux joueur de football et de basket-ball. Un article de journal de 1953 nommé "Viisas Räshid" (Intelligent Räshid) le décrit comme un joueur de football qui a "un style de jeu intellectuel rare.

## Vie privée

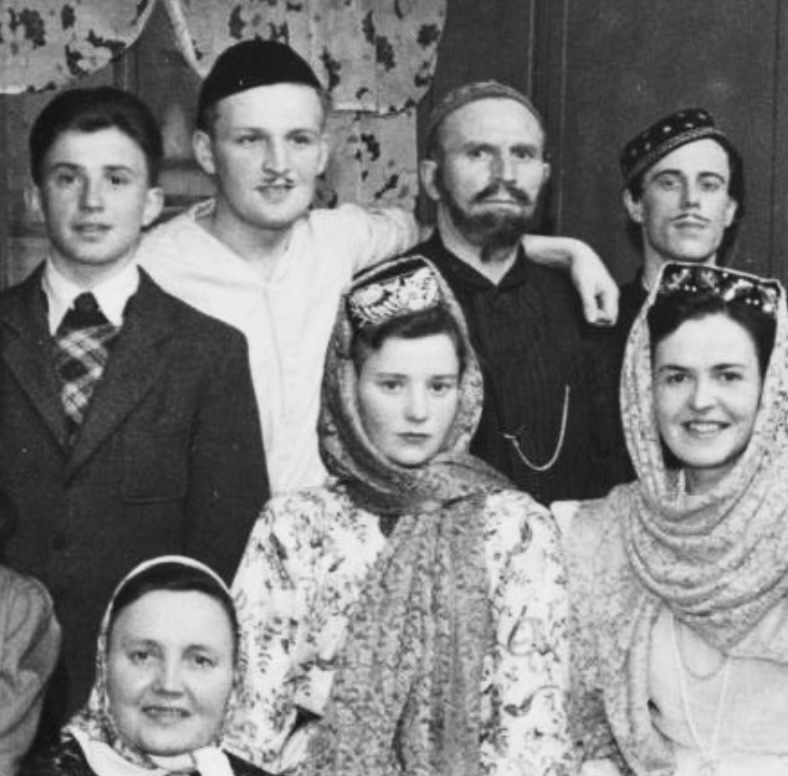
Pièce de théâtre tatar, mise en scène par son père, Aisa Hakimcan. Rashid est debout à gauche - sa sœur Aliye est à droite. Année 1949.

Hakimsan est mort d'une crise cardiaque soudaine alors qu'il faisait du vélo à l'âge de 63 ans. Hakimsan faisait partie de la communauté tatare finlandaise. Parmi la communauté de Tampere, son père était l'artiste connu, Aisja Hakimsanoff (Aisa Hakimcan), né dans le Gouvernement de Nijni Novgorod. Räshid et sa sœur Aliye étaient des chanteurs talentueux, tout comme leurs cousins Semiulla, Zinnetulla, Hamdurrahman et Hafize. Les enfants de Rashid sont Sami et Irina,,.
Pour son travail de jour, Hakimsan a travaillé dessinateur industriel en à Tampella.
Le nom de Räshid Hakimsan en langue tatare est Räşit Xäkimcan / Рәшит Хәкимҗан. En Finlande, les Tatars l'épellent comme "Hakimcan". L'orthographe varie souvent beaucoup en général,.

## Statistiques
| Saison  | Équipe        | Ligue    |    | Saison régulière | Saison régulière | Saison régulière | Saison régulière | Saison régulière |   | Séries éliminatoires | Séries éliminatoires | Séries éliminatoires | Séries éliminatoires | Séries éliminatoires |
| Saison  | Équipe        | Ligue    | PJ | B                | A                | Pts              | Pun              | PJ               | B | A                    | Pts                  | Pun                  |                      |                      |
| 1951-52 | Ilves Tampere | SM-sarja | 3  | 0                | 0                | 0                | 0                | -                | - | -                    | -                    | -                    |                      |                      |
| 1952-53 | Ilves Tampere | SM-sarja | 10 | 6                | 5                | 11               | 6                | -                | - | -                    | -                    | -                    |                      |                      |
| 1953-54 | Ilves Tampere | SM-sarja | 8  | 5                | 4                | 9                | 7                | -                | - | -                    | -                    | -                    |                      |                      |
| 1954-56 | Ilves Tampere | SM-sarja | 10 | 1                | 4                | 5                | 2                | -                | - | -                    | -                    | -                    |                      |                      |
| 1956-57 | Ilves Tampere | SM-sarja | 10 | 8                | 6                | 14               | 8                | -                | - | -                    | -                    | -                    |                      |                      |
| 1957-58 | Ilves Tampere | SM-sarja | 11 | 14               | 3                | 17               | 0                | -                | - | -                    | -                    | -                    |                      |                      |
| 1958-59 | Ilves Tampere | SM-sarja | 18 | 14               | 10               | 24               | 6                | -                | - | -                    | -                    | -                    |                      |                      |
| 1959-60 | Ilves Tampere | SM-sarja | 18 | 13               | 6                | 19               | 4                | -                | - | -                    | -                    | -                    |                      |                      |